# Helmuth Froschauer
Helmuth Froschauer (n. 22 septembrie 1933, Viena, Republica Austriacă – d. 18 august 2019) a fost un dirijor austriac contemporan. 
A dirijat din 1953 până în 1965 corul de băieți din Viena (Wiener Sängerknaben).
Din 1992 a fost mai întâi dirijor de cor iar din 1997 până în 2003 dirijor șef la Orchestra Radiodifuziunii Vest-Germane din Köln (WDR). 
Împreună cu Herbert von Karajan a participat la pregătirea mai multor spectacole, înregistrări audio și de televiziune. 